# 世纪公园 (上海)

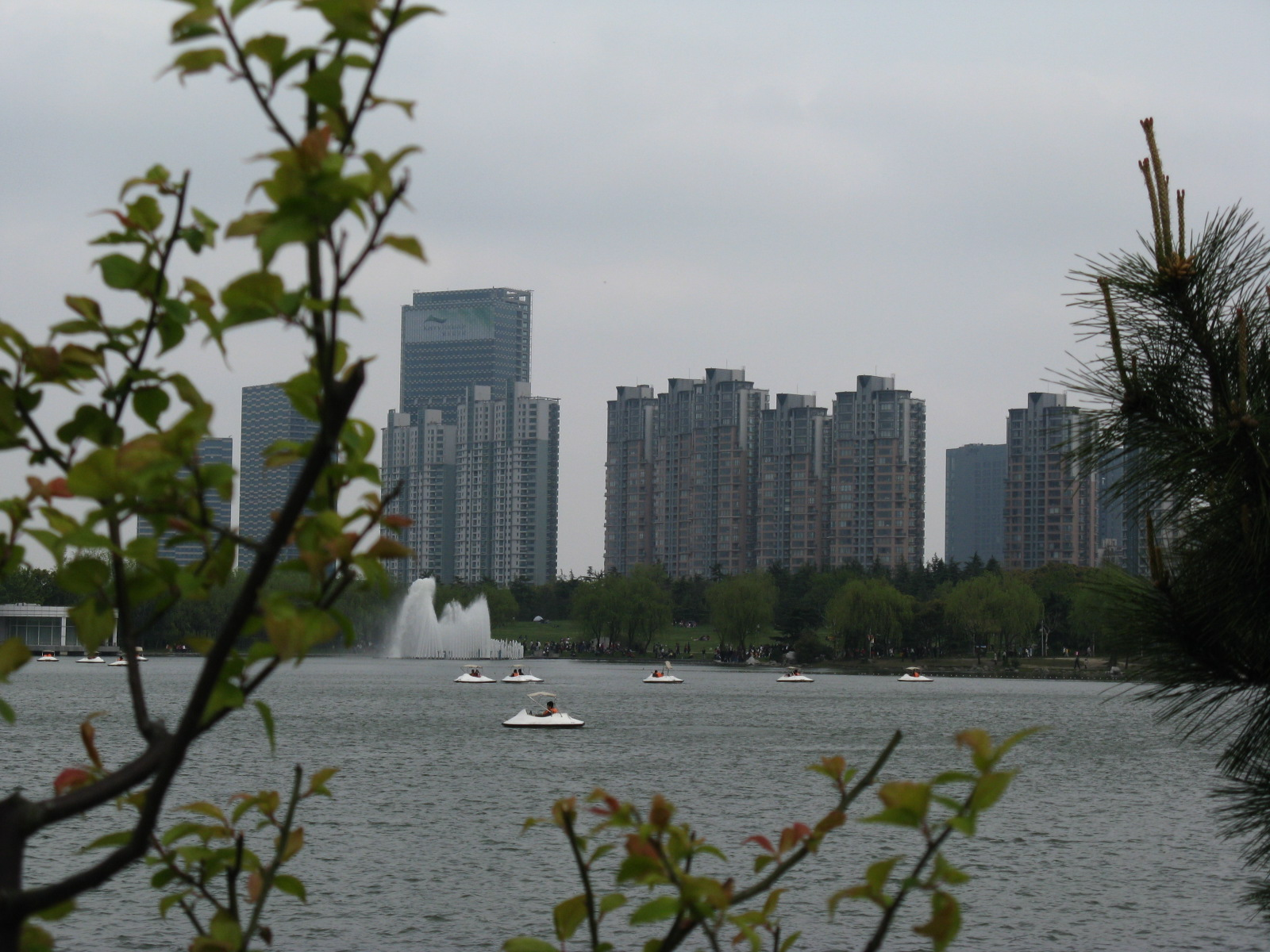

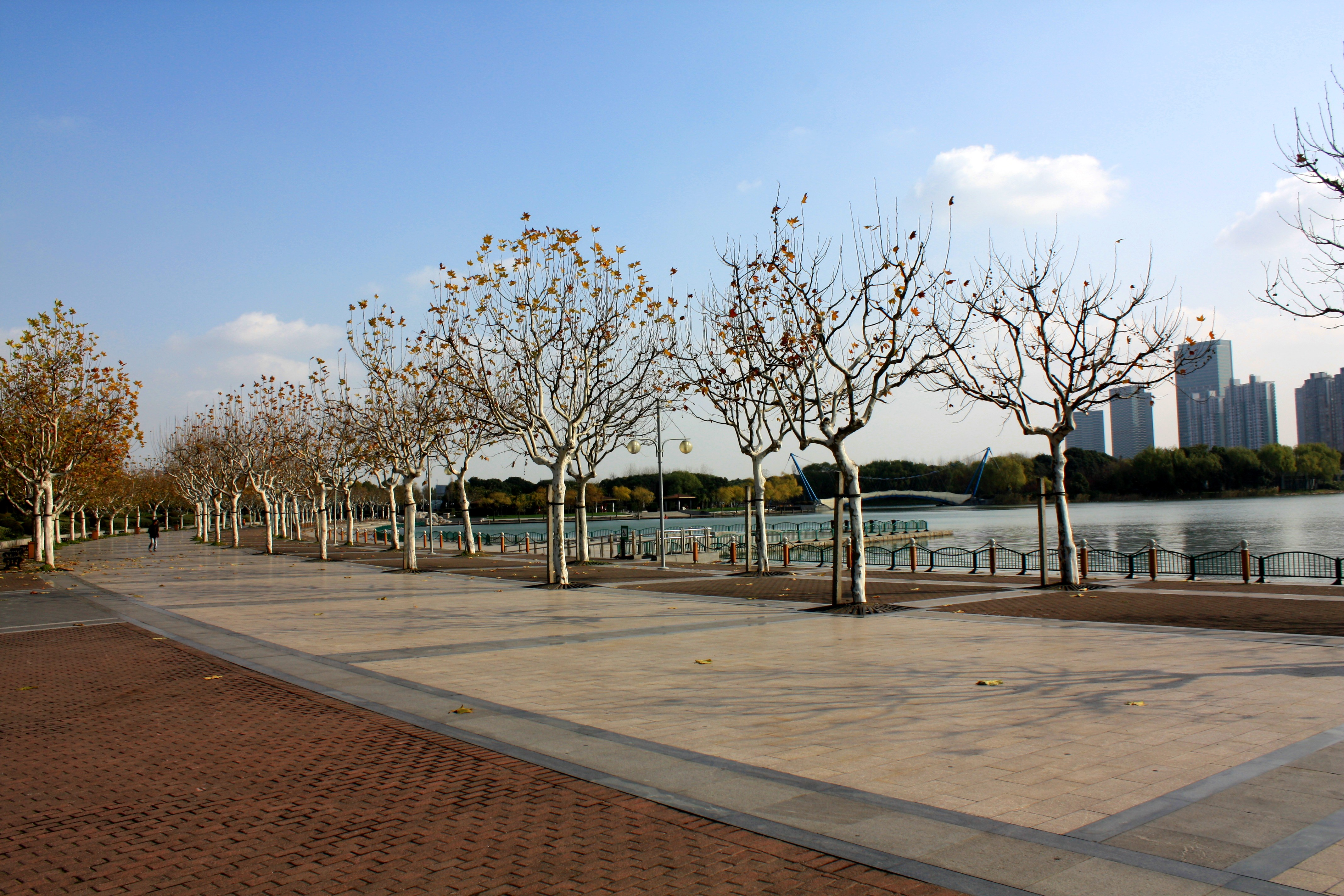
2011年冬季

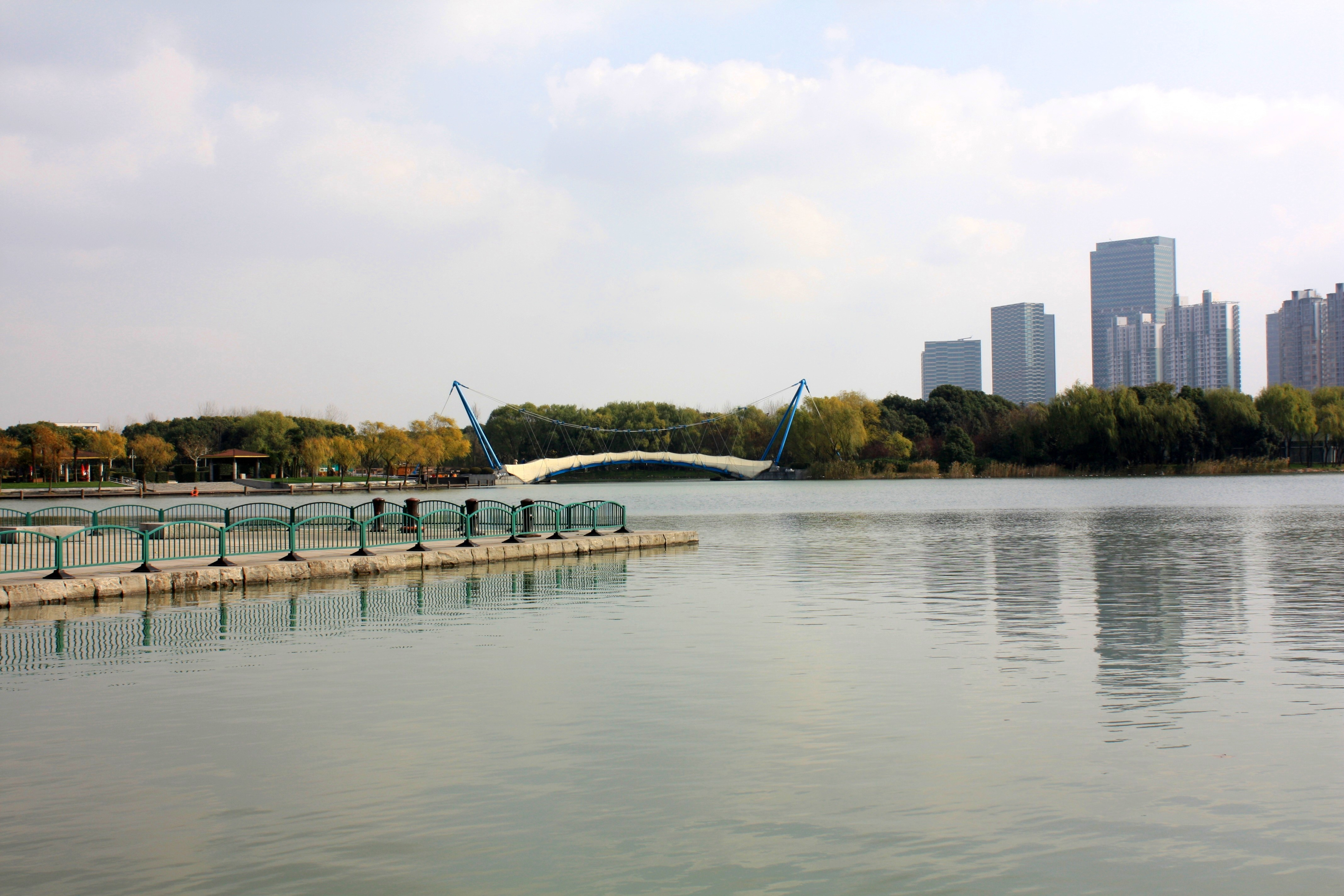

世纪公园，曾用名浦东中央公园，位于上海市浦东新区花木行政文化中心，是上海内环线中心区域内最大的富有自然特征的生态型城市公园。於2000年正式對外開放並更名世紀公園。

## 公园概况
世纪公园总体规划方案由英国LUC公司设计，占地总面积140.3公顷，总投资10亿元人民币。设计思想体现了中西方园林艺术和人与自然相互融合的理念。公园以大面积的草坪、森林、湖泊为主体，建有乡土田园区、湖滨区、疏林草坪区、鸟类保护区、异国园区和迷你高尔夫球场等七个景区，以及世纪花钟、镜天湖、高柱喷泉、南国风情、东方虹珠盆景园、绿色世界浮雕、音乐喷泉、音乐广场、缘池、鸟岛、奥尔梅加头像和蒙特利尔园等四十五个景点。园内设有儿童乐园、休闲自行车、观光车、游船、绿色迷宫、垂钓区、鸽类游憩区等十三个参与性游乐项目，同时设有会展厅、蒙特利尔咖啡吧、佳盅苑、世纪餐厅、海纳百川文化家园和休闲卖品部。

## 地理位置
世纪公园地址为上海市浦东新区锦绣路1001号，位于世纪大道的一端，毗邻浦东新区政府和上海科技馆。地铁2号线、18号线纵穿过世纪公园，并在两端分别设上海科技馆站和世纪公园站。

## 交通
- 地铁2号线世纪公园站、上海科技馆站
- 地铁7号线花木路站
- 地铁18号线迎春路站
- 184、640、794、983、1013、浦东11路、浦东14路、浦东21路、浦东35线、花木1路、申崇二线、申崇四线